# Margarit (Mineral)
Margarit, auch als Perlglimmer bekannt, ist ein eher selten vorkommendes Mineral aus der Mineralklasse der „Silikate und Germanate“ mit der chemischen Zusammensetzung CaAl2Si2Al2O10(OH)2 und damit chemisch gesehen ein Calcium-Aluminium-Alumosilikat mit zusätzlichen Hydroxidionen. Strukturell gehört Margarit zu den Schichtsilikaten (Phyllosilikaten).
Margarit kristallisiert im monoklinen Kristallsystem, entwickelt jedoch nur selten gut ausgebildete, dünntafelige Kristalle mit pseudohexagonalem Habitus. Meist findet er sich in Form blättriger, glimmerartiger Mineral-Aggregate mit bis zu 3 cm großen Lamellen oder in derben Massen.
Das Mineral ist durchscheinend und zeigt auf den Spaltflächen einen ausgeprägten perlmuttähnlichen Glanz. In reiner Form sowie in dünnen Schichten ist Margarit farblos. Durch Fremdbeimengungen nimmt er jedoch meist eine gräuliche, hellrosa, gelbe oder grüne Farbe an. Seine Strichfarbe ist jedoch immer weiß.

## Etymologie und Geschichte

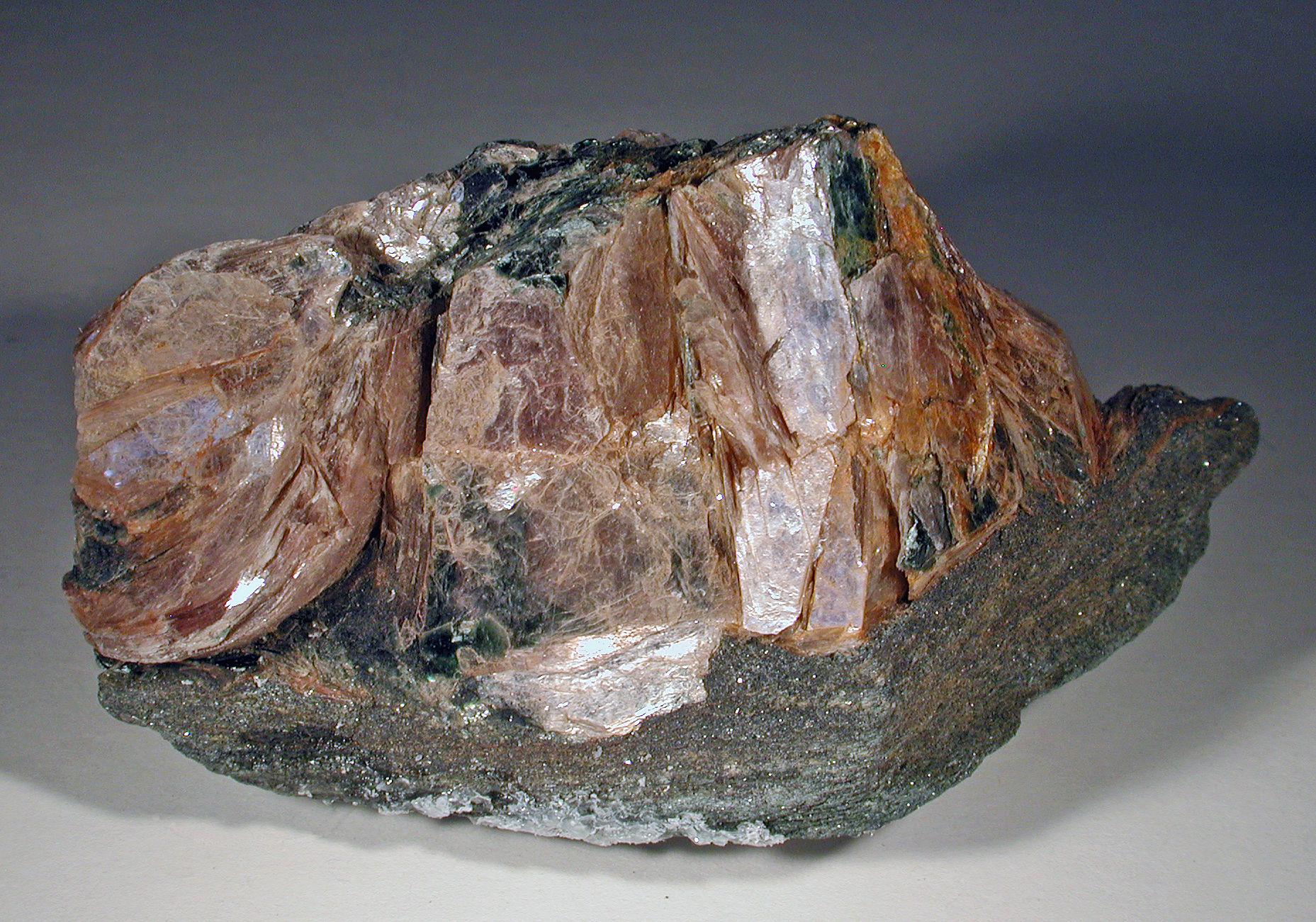
Blockiges, rosafarbenes Margarit-Aggregat mit stark perlmuttglänzenden Spaltflächen aus den Chester Emery Minen, Chester, Hampden County, Massachusetts, USA

Erstmals entdeckt wurde Margarit am Großen Greiner in den Zillertaler Alpen im österreichischen Teil von Tirol.
Entdeckt und benannt wurde das Mineral von Johann Nepomuk von Fuchs in Anlehnung an dessen auffälligen Perlglanz nach dem altgriechischen Wort μαργαρῖτης margarîtes für „Perle“. Das heutige Synonym Perlglimmer, genauer Rhomboedrischer Perlglimmer, erhielt es in Anlehnung an seinen Glanz 1820 durch Friedrich Mohs. Eine ausführliche Beschreibung findet sich in dem 1821 von Wilhelm Edlen von Senger herausgegebenen Werk Versuch einer Oryctographie der gefürsteten Grafschaft Tirol:

„Lepidolith. Zu Pfitsch findet sich mit dem grauen Rhätizit ein grünlichweißes Fossil mit kleinblätterigem Bruche und Perlmutterglanz. Es besteht aus kleinen, abgesonderten Stücken, ist weich und milde, und ich glaube, daß es sicher hierher zu rechnen ist. Außerdem rechnete man noch ein anderes Fossil hierher: licht-pfirsichblüthroth, von klein- bis zum fein- und sehr feinblätterigen, welche Blättchen sich nach verschiedenen Richtungen durchkreuzen, mit Perlmutterglanz; die blättchen sind etwas elastisch biegsam. Es ist von Chlorit begleitet; und findet sich am Grainer im Zillerthal. Wie ich höre, hat es Professor Fuchs in Landshut analisirt und gefunden, daß es ein eigenes Fossil sey, für das er den Nahmen Margarit, wegen dem ausgezeichneten Perlmutterglanz vorschlage.“

Ein Aufbewahrungsort für das Typmaterial des Minerals ist nicht dokumentiert.
Margarit war bereits lange vor der Gründung der International Mineralogical Association (IMA) bekannt und als eigenständige Mineralart anerkannt. Damit hätte Margarit theoretisch den Status eines grandfathered Mineral. In der 1998 erfolgten Publikation der IMA: Commission on new minerals and mineral names wurde allerdings die Nomenklatur der Glimmer neu definiert. Margarit wurde hier in die strukturelle Gruppe der „dioktaedrischen Sprödglimmer“ eingeordnet. Da dies automatisch eine nachträgliche Ankerkennung für den Margarit bedeutete, wird das Mineral seitdem in der „Liste der Minerale und Mineralnamen“ der IMA unter der Summenanerkennung „IMA 1998 s.p.“ (special procedure) geführt. Die seit 2021 ebenfalls von der IMA/CNMNC anerkannte Kurzbezeichnung (auch Mineral-Symbol) von MineralName lautet „Mrg“.

## Klassifikation
In der veralteten 8. Auflage der Mineralsystematik nach Strunz gehörte der Margarit zur Mineralklasse der „Silikate“ und dort zur Abteilung „Schichtsilikate (Phyllosilikate)“, wo er gemeinsam mit Anandit, Bityit, Clintonit und Ephesit in der „Sprödglimmer-Gruppe“  mit der Systemnummer VIII/E.06 steht.
In der zuletzt 2018 überarbeiteten Lapis-Systematik nach Stefan Weiß, die formal auf der alten Systematik von Karl Hugo Strunz in der 8. Auflage basiert, erhielt das Mineral die System- und Mineralnummer VIII/H.12-040. Dies entspricht ebenfalls der Abteilung „Schichtsilikate“, wo Margarit zusammen mit Anandit, Bityit, Chernykhit, Clintonit, Ferrokinoshitalith, Fluorokinoshitalith, Hanjiangit, Kinoshitalith und Oxykinoshitalith die „Sprödglimmer (Margaritreihe)“ mit der Systemnummer VIII/H.12 bildet.
Auch die von der International Mineralogical Association (IMA) zuletzt 2009 aktualisierte 9. Auflage der Strunz’schen Mineralsystematik ordnet den Margarit in die erweiterte Klasse der „Silikate und Germanate“, dort aber ebenfalls in die Abteilung „Schichtsilikate (Phyllosilikate)“ ein. Diese ist allerdings weiter unterteilt nach der Kristallstruktur, so dass das Mineral entsprechend seinem Aufbau in der Unterabteilung „Schichtsilikate (Phyllosilikate) mit Glimmertafeln, zusammengesetzt aus tetraedrischen und oktaedrischen Netzen“ zu finden ist, wo es als einziges Mitglied eine unbenannte Gruppe mit der Systemnummer 9.EC.30 bildet.
In der vorwiegend im englischen Sprachraum gebräuchlichen Systematik der Minerale nach Dana hat Margarit die System- und Mineralnummer 71.02.02c.01. Das entspricht ebenfalls der Klasse der „Silikate“ und dort der Abteilung „Schichtsilikatminerale“. Hier findet er sich innerhalb der Unterabteilung „Schichtsilikate: Schichten von sechsgliedrigen Ringen mit 2:1-Lagen“ in der „Glimmergruppe (Margarit-Untergruppe)“, in der auch Clintonit, Bityit, Anandit, Kinoshitalith, Ferrokinoshitalith, Ganterit und Oxykinoshitalith eingeordnet sind.

## Kristallstruktur
Margarit kristallisiert in der monoklinen Raumgruppe Cc (Raumgruppen-Nr. 9) mit den Gitterparametern a = 5,10 Å; b = 8,84 Å; c = 19,16 Å und β = 95,5° sowie 4 Formeleinheiten pro Elementarzelle.

## Bildung und Fundorte

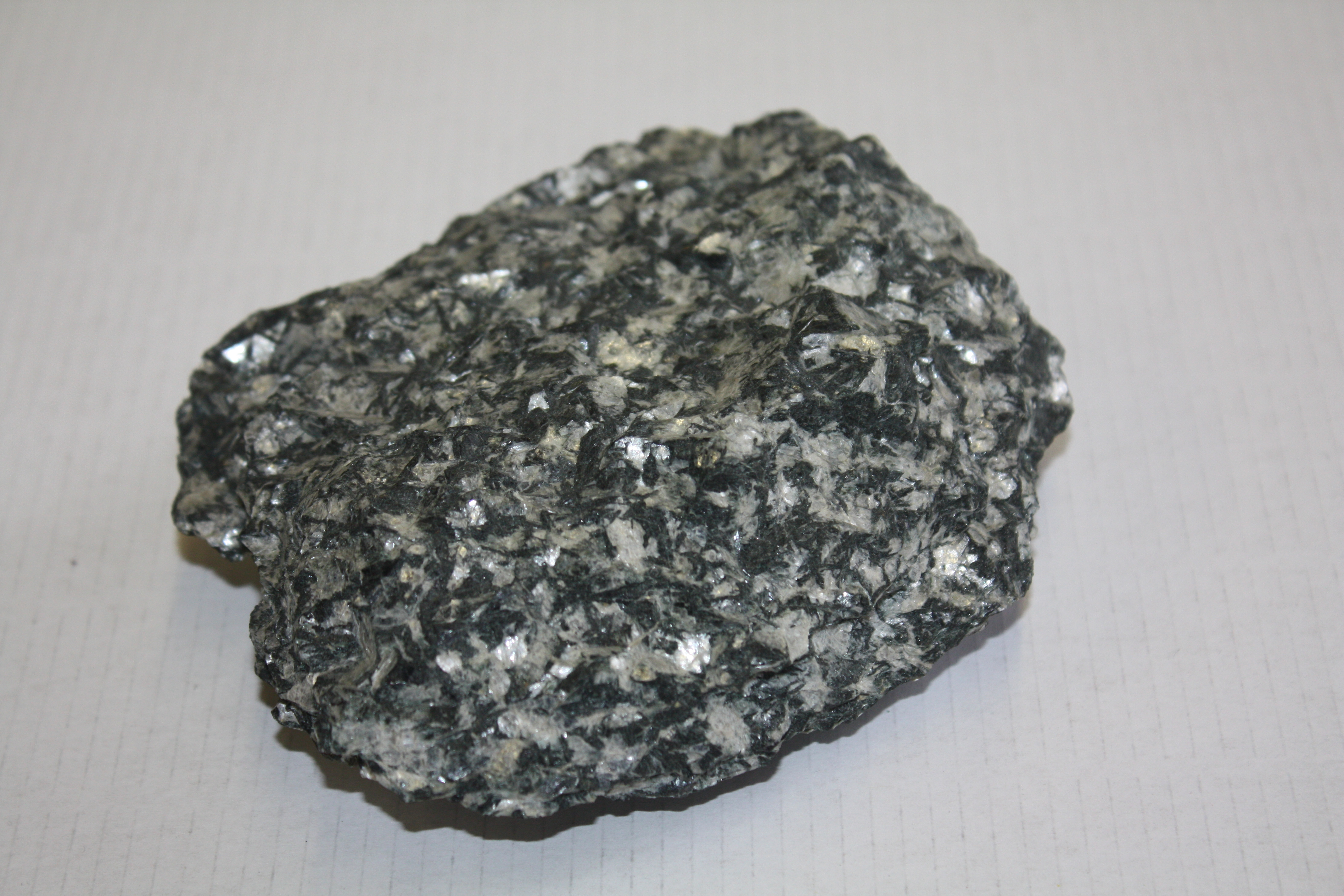
Margarit (graugrün) mit Tschermakit (schwarz) von der Typlokalität Großer Greiner, Zillertaler Alpen, Österreich

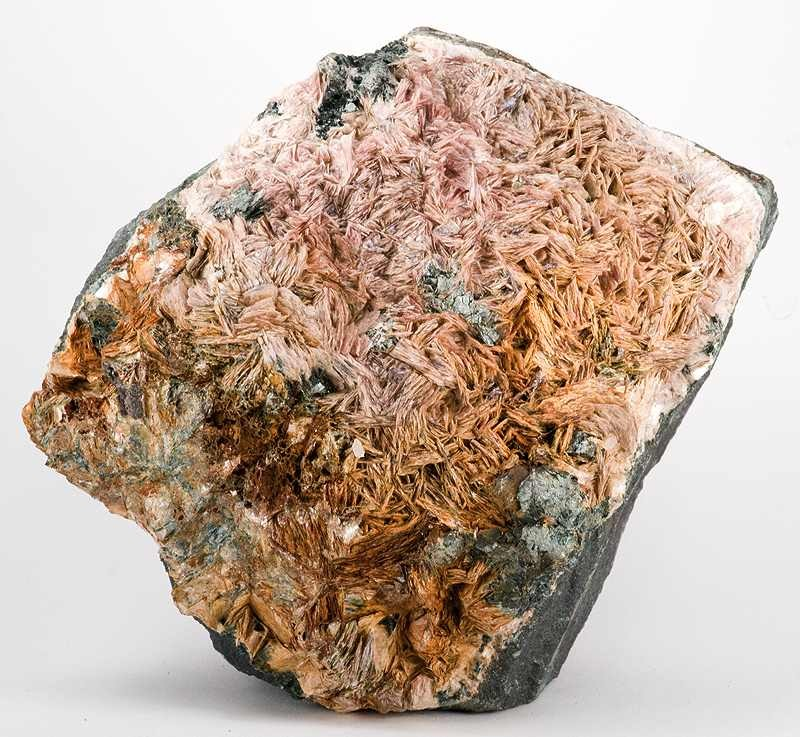
Seltenes Kristall-Aggregat mit gut ausgebildeten, tafeligen und rosa bis gelben Margaritkristallen aus den Chester Emery Minen, Massachusetts, USA

Margarit bildet sich in gering- bis mittelgradig metamorphisierten Gesteinen wie Schmirgelvorkommen, Chlorit- und Glimmerschiefer sowie glaukophanhaltigen Gesteinen. Als weitere Begleitminerale können unter anderem Andalusit, Calcit, Diaspor, Korund, Magnetit, Spinell, Staurolith, Turmalin und Quarz auftreten.
Als eher seltene Mineralbildung kann Margarit an verschiedenen Orten zum Teil zwar reichlich vorhanden sein, insgesamt ist er jedoch wenig verbreitet. Weltweit sind bisher rund 180 Vorkommen dokumentiert (Stand 2024). Außer an seiner Typlokalität, dem Großen Greiner in Tirol konnte das Mineral in Österreich noch am Plankogel nahe Knappenberg (Gemeinde Hüttenberg) und am Lölling-Pusygraben (Unterer Grabner) bei Lölling sowie bei Heiligenblut am Großglockner in Kärnten, bei Drosendorf-Zissersdorf und bei Felling (Gemeinde Gföhl) in Niederösterreich, in der Smaragdlagerstätte am Leckbachgraben im Habachtal und der Bärenschlucht bei Ferleiten sowie in der Leckbachscharte bei Hollersbach im Pinzgau im Salzburger Land und im aufgelassenen „Granitsteinbruch Stubenberg“ in der gleichnamigen Gemeinde in der Steiermark.
In Deutschland trat Margarit bisher nur im aufgelassenen Steinbruch Deyerling bei Holenbrunn (Oberfranken) in Bayern und der Umgebung von Schneeberg im sächsischen Erzgebirge auf.
In der Schweiz entdeckte man das Mineral bisher nur auf der Wasenalp, dem Bruneggjoch und am Brunegghorn im Kanton Wallis.
Weitere Fundorte liegen unter anderem in Afghanistan, Australien, Belgien, Brasilien, Bulgarien, China, Finnland, Frankreich, Griechenland, Grönland, Indien, Italien, Japan, Kanada, Kasachstan, Mexiko, Myanmar, Namibia, Nepal, Neuseeland, Nordmazedonien, Norwegen, Pakistan, Polen, Russland, Slowakei, Schweden, Spanien, Südafrika, Tadschikistan, Tschechien, der Türkei, der Ukraine, im Vereinigten Königreich (Schottland) und den Vereinigten Staaten von Amerika (Alabama, Connecticut, Georgia, Kalifornien, Maine und andere).